# Walter Fischbacher

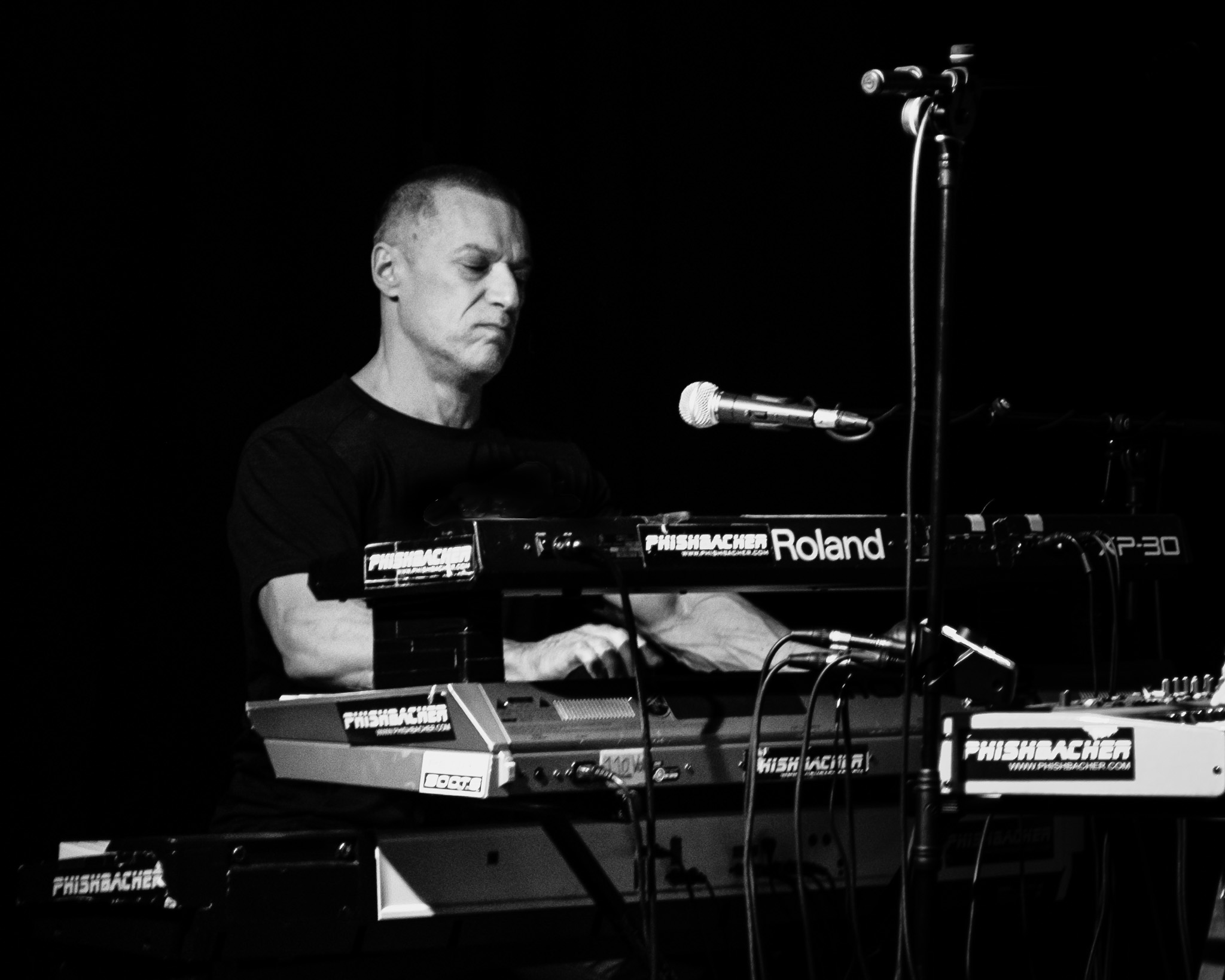
Walter Fischbacher (2025)

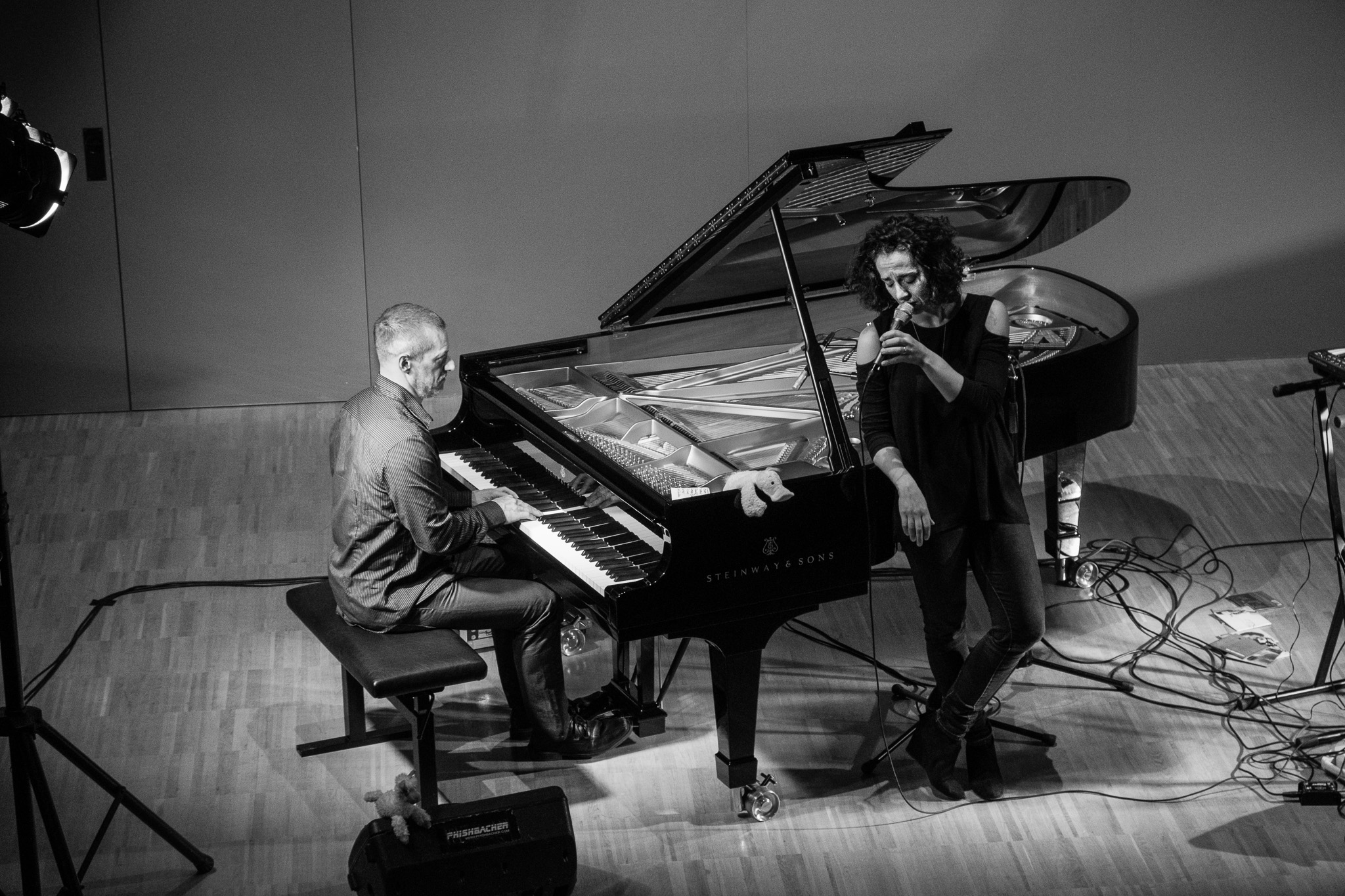
Elisabeth Lohninger und Walter Fischbacher (2017)

Walter Fischbacher (* 23. Oktober 1966 in Vöcklabruck) ist ein österreichischer Jazz- und Fusionmusiker (Piano, Komposition).

## Leben und Wirken
Fischbacher studierte an der Hochschule für Musik und darstellende Kunst Wien von 1985 bis 1990 klassisches Piano und darauf aufbauend von 1990 bis 1994 am Konservatorium der Stadt Wien Jazzpiano und Komposition. 1994 zog er nach New York, wo er ein eigenes Trio, Phishbacher, leitet, zu dem Goran Vujić und als Schlagzeuger zunächst Yutaka Uchida, dann Ulf Stricker gehörten und das fünf Alben eingespielt hat. Teilweise wird die Band auch um seine Frau, die Sängerin Elisabeth Lohninger, zum Quartett erweitert. Daneben spielt er auch Soloprogramme. 
Weiterhin spielte Fischbacher mit Musikern wie Randy Brecker, Charles Tolliver, Frank Foster, George Garzone, Billy Harper, Laco Déczi, Corin Curschellas, Ingrid Jensen, Wolfgang Muthspiel, Peter Herbert, Chico Freeman, Tim Lefebvre, Joel Rosenblatt und mit dem Vienna Art Orchestra. 
Daneben ist er auch als Produzent tätig und betreibt ein eigenes Tonstudio, in dem Ron Carter,  Champian Fulton, Cyndi Lauper oder Ice-T aufgenommen haben.